# Аргентов, Александр Иванович
Алекса́ндр Ива́нович Арге́нтов (1835, Ардатов, Нижегородская губерния — 1912, там же) — чиновник Российской империи, дворянин, надворный советник.

## Биография
Родился в 1835 году в городе Ардатове Нижегородской губернии в семье священника. После окончания Ардатовского уездного училища с 1856 года — писец Нижегородского городского магистрата. С 1859 по 1863 годы — помощник столоначальника Ардатовского полицейского управления. С 1863 по 1874 годы — столоначальник Княгининского полицейского управления. С 1874 по 1881 годы — пристав 3-го стана Ардатовского уезда. С 1881 по 1898 годы — помощник Ардатовского уездного исправника. Построил в Ардатове кирпичный дом на Лысовской улице (современный адрес — улица Труда, 7), в настоящее время признанный памятником архитектуры регионального значения.

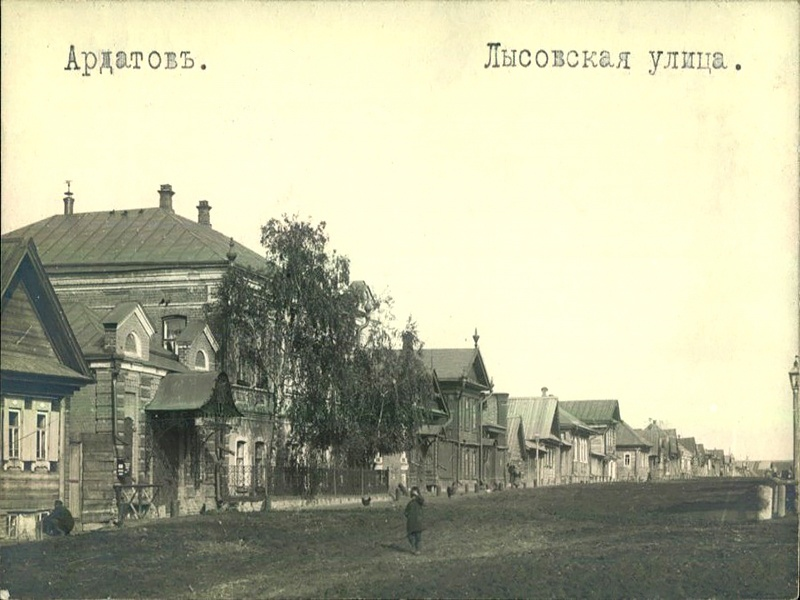
Лысковская улица в начале XX века. Второй слева дом принадлежал Аргентову

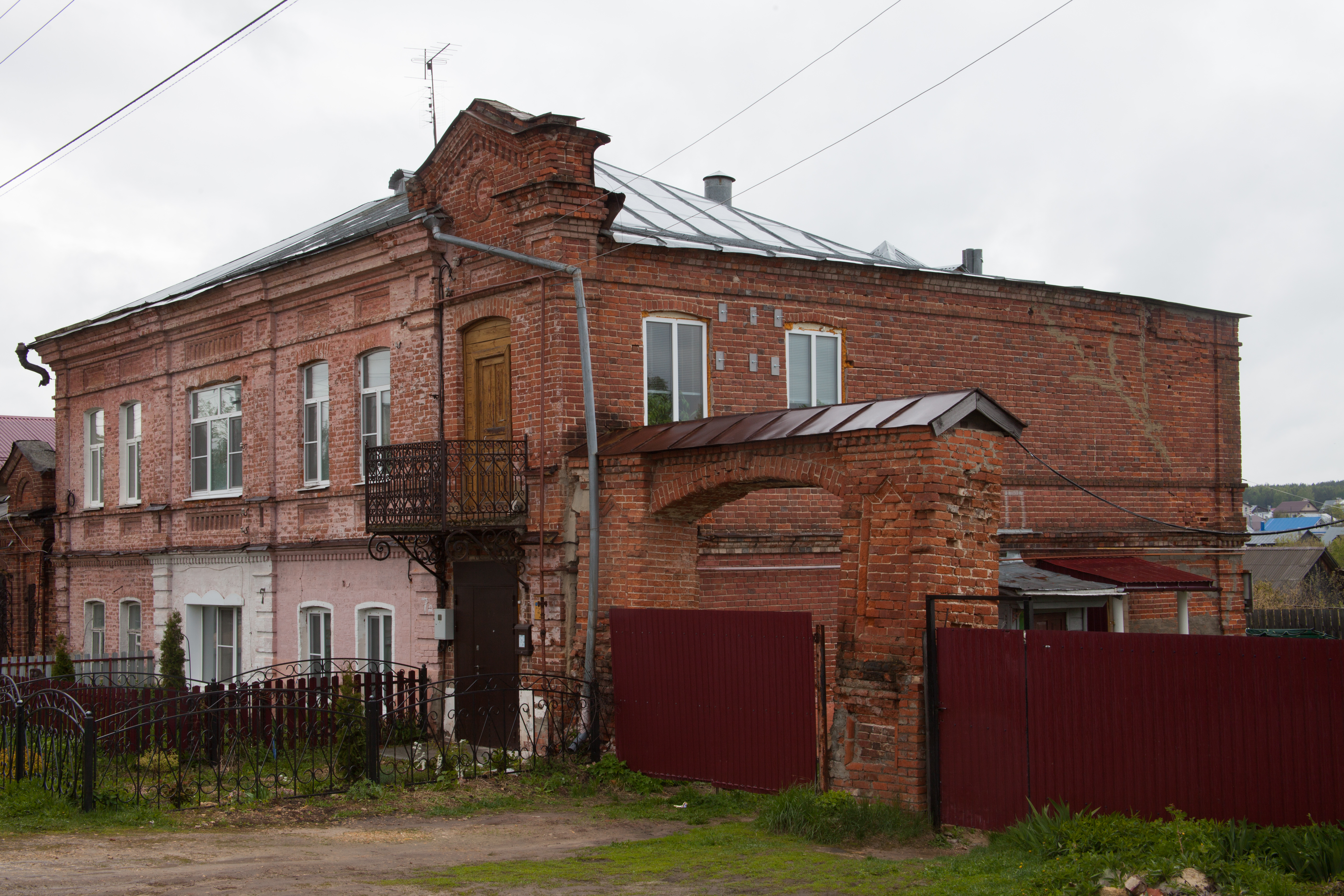
Дом Аргентова. Фото 2024 года

## Чины
Александр Иванович Аргентов успешно продвигался по чиновничьей лестнице:
- 1860 — коллежский регистратор
- 1865 — губернский секретарь
- 1871 — титулярный советник
- 1883 — надворный советник — чин, дающий право на получение личного дворянства

## Награды
За безупречную службу имел награды от правительства Российской империи:
- 1871 — орден Святого Станислава 3-й степени
- 1897 — орден Святой Анны 3-й степени
- 1900 — орден Сятого Владимира 4-й степени